# 安德雷胡夫

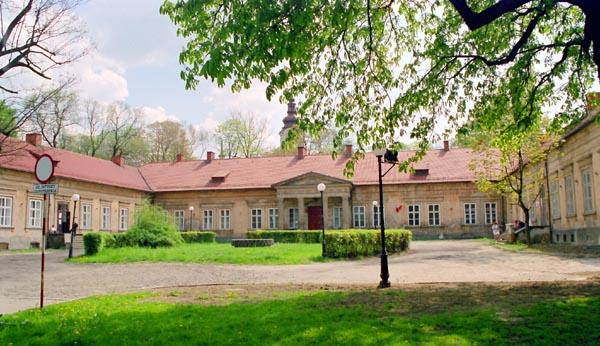

安德雷胡夫是波蘭的城鎮，位於該國南部，由小波蘭省負責管轄，始建於13世紀，面積10.28平方公里，海拔高度333米，主要經濟活動是旅遊業，2006年人口21,691。

## 外部連結
- Andrychow.pl - local news portal （页面存档备份，存于）
- Jewish Community in Andrychów （页面存档备份，存于） on Virtual Shtetl

49°51′N 19°21′E / 49.850°N 19.350°E